# Lengyel Zoltán (pap)
Lengyel Zoltán (Gyergyószentmiklós, 1908. február 16. – Szamosújvár, 1964. október 5.) örmény szertartású katolikus egyházi pap és író, örmény katolikus apostoli kormányzó.

## Életútja
Az erdélyi örmény Lengyel/Leháczhi család leszármazottja.  
Szülővárosában érettségizett, Gyulafehérvárt és Bécsben végzett teológiát. Az örmény szertartású katolikus egyház lelkészévé szentelték (1931). Szamosújvárt árvaintézeti nevelő, majd apostoli kormányzó (1940–64). Fejlesztette az Örmény Múzeumot s annak könyvtárát. Vallásos cikkei a helybeli Heti Hírekben (1929–33) jelentek meg.